# Aspen
Aspen je autonomní krajské město a také nejlidnatější město v Pitkin County ve státě Colorado v USA. V roce 2010 mělo město 6658 obyvatel. Je situovaný v odlehlé oblasti Skalnatých hor, Sawatch Range a Elk Mountains. Město leží poblíž Roaring Fork River.
Bylo založeno jako těžební tábor a pojmenováno podle osikových lesů, které se nacházejí v okolí města (osika – anglicky aspen). Aspen je známým lyžařským střediskem a turistickým centrem.
Ve druhé polovině 20. století bylo město cílem známých osobností jako jsou Charlie Sheen, Hunter Stockton Thompson či John Denver, který později složil několik písní o městě jako „Aspenglow“ či „Starwood in Aspen“. Platí za lokalitu bohaté třídy s nejvyššími cenami nemovitostí v USA, což z města téměř vytlačilo obyvatele střední třídy. Aspen však nadále zůstává populární turistickou destinací.

## Partnerská města
- Abetone Cutigliano, Itálie
- Davos, Švýcarsko
- Garmisch-Partenkirchen, Německo
- Chamonix-Mont-Blanc, Francie
- Queenstown, Nový Zéland
- San Carlos de Bariloche, Argentina
- Šimukappu, Japonsko